# Londoni olimpiák
London eddig háromszor volt az olimpiai játékok helyszíne: 1908-ban, 1948-ban és 2012-ben rendezték meg itt. Ezzel London az első helyszín, amely háromszor rendezte meg a játékokat. London az egyetlen város az Egyesült Királyságban, mely tartott olimpiát. Egyedül az Amerikai Egyesült Államok tartott több nyári olimpiát, mint Nagy-Britannia. Téli olimpiát még nem rendeztek az országban.
A brit részvétel szervezése és lebonyolítása, mind részt vevő, mind pedig fogadó államként a Brit Olimpiai Szövetség felelőssége.

## Londoni olimpiák listája

### 1908. évi nyári olimpiai játékok
Az 1908. évi nyári olimpiai játékok (a IV. Olimpiai Játékok) a negyedik újkori, és a harmadik Görögországon kívül megtartott olimpia, mert a Nemzetközi Olimpiai Bizottság nem ismeri el hivatalos olimpiának az 1906-ban Athénben tartott, több sportot felvonultató nemzetközi sporteseményt.
Az eredeti tervek szerint ezt az olimpiát Rómában akarták megtartani, azonban a Vezúv 1906. április 7-i kitörése miatt az olasz kormánynak át kellett csoportosítania az olimpiára félrerakott pénzt. Az eseményre 1908. április 27. és október 31. között került sor, mikor is 22 nemzet sportolói mérték össze tudásukat a megrendezett 110 versenyszámban. A brit csapat könnyedén az éremtáblázat élén végzett. Majdnem háromszor annyi aranyérmet szerzett, mint a második helyezett Egyesült Államok.

### 1944. évi nyári olimpiai játékok
Az 1944. évi nyári olimpiai játékokat (a XIII. Olimpiai Játékokat) a tervek szerint Londonban rendezték volna meg. A rendezés jogát 1939-ben megkapta, azonban a játékokat a második világháború miatt nem rendezték meg. Ezeken a játékokon ünnepelték volna az újkori játékok 50 éves fennállását. Ehelyett egy kis méretű ünnepi versenyt tartottak a NOB székhelyén, Lausanne-ban.

### 1948. évi nyári olimpiai játékok
Az 1948. évi nyári olimpiai játékokat (A XIV. Olimpiai Játékokat) rendezték meg először a második világháborút követően. A háború utáni összefogás jegyében 1948. július 29. és augusztus 14. között 59 nemzet sportolói küzdöttek meg összesen 136 különböző versenyszámban. Németországot és Japánt biztonsági okokból nem hívták meg a rendezvényre. Az előző, Nagy-Britanniában rendezett olimpiával ellentétben a hazaiak nem végeztek olyan fényes helyen az éremtáblázaton. Mindössze a 12. helyen végeztek, s összesen csak 23 érmet gyűjtöttek.

### 2012. évi nyári olimpiai játékok
A 2012. évi nyári olimpiai játékokat (a XXX. Olimpiai Játékokat) 2012. július 27. és augusztus 12. között rendezték meg. A londoni pályázatot 2005. július 6-án hirdették ki a pályázat győztesének. Ezt megelőzően Manchester és Birmingham is nyújtott be pályázatot, de azokat elutasították.

### 2012. évi nyári paralimpiai játékok
A 2012-ben megrendezésre került volt a tizennegyedik paralimpiai játékok. Londonban, a nyári olimpia helyszínein 2012. augusztus 29. és szeptember 9. között került lebonyolításra.